# Provincie Soria
Provincie Soria (španělsky Provincia de Soria) je provincie ve středním Španělsku, ve východní části autonomního společenství Kastilie a León. Sousedí s La Riojou a provinciemi Zaragoza, Guadalajara, Segovia a Burgos. Její rozloha činí 10 287 km²; průměrná nadmořská výška dosahuje 1025 m a panuje zde suché klima s drsnými zimami.

## Demografie
Soria je nejméně zalidněnou provincií Španělska a její hustota osídlení – 9,1 obyv./km² – je jednou z nejnižších v Evropské unii. Provincie má přibližně 90 tisíc obyvatel, z nichž 41 % žije v hlavním městě, Sorii.
Provincie má přes 500 osídlených míst, tvořících celkem 183 obcí, z nichž více než polovina jsou osady s méně než stovkou obyvatel; jen jedenáct obcí má přes 1000 obyvatel a pětitisícovou hranici překračuje pouze Soria a Almazán. Je tak provincií s nejvyšším podílem obcí, kterým hrozí úplný zánik (94 %).

Rozdělení provincie na obce a comarky

V provincii Soria žijí jen dvě tisíciny obyvatel Španělska a ročně se zde rodí v průměru 292 dětí, přičemž počet obyvatel se v posledních desetiletích trvale snižuje, zatímco věkový průměr se zvyšuje; obyvatelé migrují do okolních provincií (především do Zaragozy) kvůli nízkým mzdám, nedostupnosti vyššího vzdělání, špatnému dopravnímu spojení. Počet obyvatel nad 65 let přesahuje čtvrtinu.
Na izolaci a hospodářském propadu se podílelo také omezení železniční dopravy v 80. letech 20. století; Sorii spojují se světem pouhé dva vlaky denně a v autobusové dopravě není situace o mnoho lepší.

## Města a obce
Soria má 183 municipalit, rozdělených do 10 comarek: Pinares, Tierras Altas y El Valle, Burgo de Osma, Soria, Campo de Gómara, Moncayo, Almazán a Medinaceli.
| 1.  | Soria                 | 39 344 |
| 2.  | Almazán               | 5823   |
| 3.  | Burgo de Osma         | 5054   |
| 4.  | Ólvega                | 3546   |
| 5.  | San Esteban de Gormaz | 3283   |
| 6.  | Ágreda                | 3215   |
| 7.  | San Leonardo de Yagüe | 2299   |
| 8.  | Covaleda              | 1962   |
| 9.  | Arcos de Jalón        | 1802   |
| 10. | Golmayo               | 1688   |
| 11. | Duruelo de la Sierra  | 1364   |
| 12. | Berlanga de Duero     | 1056   |
| 13. | Vinuesa               | 1004   |

## Symboly provincie

### Znak
Čtvrceno, 1) ve stříbře přirozený keř révy se zelenými listy a purpurovými hrozny na zeleném pažitu (Ágreda); 2) ve stříbře zelený strom (fíkovník), provázený osmi červenými listy v poloze volného lemu (Almazán); 3) v červeném zlatý hrad černě spárovaný s modrými okny (Burgo de Osma); a 4) v modrém ozbrojený jezdec na bílém kráčejícím koni, s kopím v ruce vpravo od něj hrad s otevřenou branou a z hlavy vychází zlaté slunce (Medinaceli). Srdeční oválný štítek se znakem města Soria (V červeném poli stříbrný hrad se třemi věžemi, černými vraty a spárami, s modrými okny a na cimbuří vyniká poprsí korunovaného krále se svými atributy svých barev. Stříbrný lem štítu s černým opisem "Soria Pura Cabeza de Extremadura"). Štít má stříbrný lem, pobitý hřeby.
Klenot: uzavřená královská koruna. Podle internetové konference Flags of the World má záhadné heslo ve znaku města Soria význam: "Čistá Soria, hlava okrajových zemí" ("capital of the extreme lands"). Heslo je citováno v VI. sloce básně Antonia Machada "Campos de Soria". Další výklad je, že jde o kastilskou Extremaduru (která nemá nic společného s regionem Extremadura), jejíž název pochází z latinského " "Extremis Dorii", španělsky "los extremos del Duero", "dálné Duero", tedy něco jako horní tok Doura.

### Vlajka
Od nepaměti se údajně užívá purpurové vlajky se znakem provincie.